# George Bertsch
George F. Bertsch (* 5. November 1942 in Oswego, New York) ist ein US-amerikanischer theoretischer Kernphysiker.

## Leben
Bertsch studierte am Swarthmore College (Bachelor 1962) und promovierte 1965 an der Princeton University. Nach einer Post-Doc-Zeit 1965/66 am Niels Bohr Institut in Kopenhagen war er Instructor und dann Assistant Professor in Princeton, ab 1969 Assistant Professor am Massachusetts Institute of Technology und ab 1970 an der Michigan State University, wo er 1974 bis 1985 Professor war. Danach war er Professor an der University of Washington in Seattle.
Neben quantenmechanischer Vielteilchentheorie in der Kernphysik beschäftigte er sich auch mit Anwendungen in der Atom- und Molekülphysik (einschließlich Clustern im Nano-Bereich).
1969 wurde er Stipendiat der Alfred P. Sloan Foundation (Sloan Research Fellowship). 2004 erhielt er den Tom-W.-Bonner-Preis für Kernphysik der American Physical Society, deren Fellow er 1978 wurde. Von 1996 bis 2005 war er Herausgeber der Reviews of Modern Physics.

## Schriften
- Herausgeber: Nuclear Theory. 1981. In: Proceedings of the Nuclear Theory Summer Workshop, Santa Barbara 1981. World Scientific 1982
- Herausgeber mit D. Kurath: Nuclear Spectroscopy. Springer 1980 (Workshop Gull Lake Michigan 1979)
- The practitioner’s shell model. Elsevier, 1972
- Nuclear Vibrations. In: Lecturenotes in Physics, Band 119, 1979, S. 69
- Bertsch, Bortignon, Ricardo A. Broglia: Damping of nuclear vibrations. In: Reviews of Modern Physics, Band 55, 1983, S. 287–314
- Herausgeber mit R. Broglia: Response of nuclei under extreme conditions. Plenum Press, 1988 (Erice School 1986)
- mit R. Broglia: Oscillations of finite quantum systems. Cambridge University Press, 1994, 2005
- Vibrations of the atomic nucleus. In: Scientific American, Mai 1983
- Bertsch, Negele, Friar, Pandharipande, D.Mueller: Nuclear theory – the last 5 years, white paper 1995, arxiv:nucl-th/9502035